# Downingia cuspidata
Downingia cuspidata là loài thực vật có hoa trong họ Hoa chuông. Loài này được (Greene) Rattan mô tả khoa học đầu tiên năm 1898.